# Botswana International 2010
Die Botswana International 2010 im Badminton fanden vom 30. November bis zum 2. Dezember 2010 in Gaborone statt. 

## Sieger und Platzierte
| Disziplin    | Gold                            | Silber                      | Bronze                                  |
| ------------ | ------------------------------- | --------------------------- | --------------------------------------- |
| Herreneinzel | Giovanni Traina                 | Willem Viljoen              | Rosario Maddaloni                       |
| Herreneinzel | Giovanni Traina                 | Willem Viljoen              | Sahir Edoo                              |
| Dameneinzel  | Agnese Allegrini                | Stacey Doubell              | Jade Morgan                             |
| Dameneinzel  | Agnese Allegrini                | Stacey Doubell              | Karen Foo Kune                          |
| Herrendoppel | Dorian James Willem Viljoen     | Enrico James Jacob Maliekal | Juma Muwowo Chongo Ngosa                |
| Herrendoppel | Dorian James Willem Viljoen     | Enrico James Jacob Maliekal | Giovanni Greco Giovanni Traina          |
| Damendoppel  | Michelle Edwards Annari Viljoen | Stacey Doubell Jade Morgan  | Melissa Makombe Ann Sharon Mukanganyama |
| Damendoppel  | Michelle Edwards Annari Viljoen | Stacey Doubell Jade Morgan  | Karen Foo Kune Yeldi Louison            |
| Mixed        | Dorian James Michelle Edwards   | Enrico James Stacey Doubell | Donald Mabo Michelle Butler-Emmett      |
| Mixed        | Dorian James Michelle Edwards   | Enrico James Stacey Doubell | Sahir Edoo Yeldi Louison                |